# Ludvík IV. Francouzský

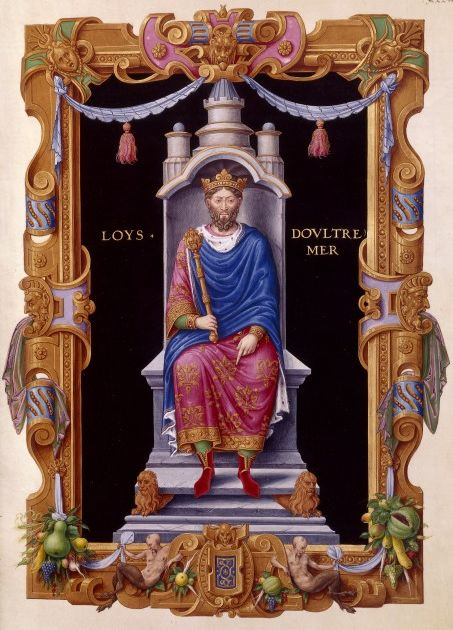
Ludvík IV.

Ludvík IV. Francouzský zvaný též Zámořský (920 – 10. září 954 Remeš) byl v letech 936 až 954 králem Západofranské říše z dynastie Karlovců. Jeho otcem byl dřívější západofranský král Karel III., jeho matka Edwiga z Wessexu byla dcerou anglického krále Eduarda I.
Ludvík IV. byl jediným mužským potomkem Karla III. Narodil se v době, kdy začínal odboj šlechty vůči jeho otci, který vyvrcholil zvolením protikrále Roberta Francouzského v roce 922, jeho smrtí v bitvě u Soissons o rok později a zároveň sesazením jeho otce ze západofranského trůnu. Novým králem byl zvolen Rudolf Burgundský, který vládl až do své smrti roku 936. Jeho otec Karel III. byl uvězněn Heibertem z Vermandois a ve vězení v roce 929 i zemřel. Jeho manželka Edwiga s malým Ludvíkem při převratu stačila uprchnout k příbuzným do Anglie, kde jej později vychovávala.
Návratu na evropský kontinent se Ludvík dočkal v roce 936, kdy jej po Rudolfově smrti část šlechty povolala zpět do země, aby usedl na uvolněný trůn. Tato akce byla zřejmě organizována Hugem Velikým, který chtěl zabránit, aby říši nadále vládli Bosovci. Ludvík IV. byl korunován 19. června 936 v Laonu remešským arcibiskupem. Jeho moc však byla zpočátku omezena pouze na okolí Laonu a na některé oblasti v severní Francii. Časem ale dokázal oblast své vlády rozšířit, když na svou stranu získal další příslušníky šlechty. Nevyhýbal se ani konfliktům, např. s pařížským hrabětem Hugem Velikým, který na něj měl na počátku vlády velký vliv.
Ludvík IV. zemřel 10. září 954 v Remeši, kde byl také pohřben.

## Potomci
Ludvík IV. se v roce 939 oženil s Gerbergou, dcerou východofranského krále Jindřicha I. a sestrou pozdějšího císaře Oty I. Celkem spolu měli sedm dětí (Karel a Jindřich byli dvojčata):
- Lothar Francouzský (941–986), západofranský král
- Matylda (943 – po 981), manželka Konráda III. Burgundského
- Karel (945 – před 953)
- dcera neznámého jména (narozena 948)
- Ludvík (948–954)
- Karel Dolnolotrinský (953 – po 991), vévoda dolnolotrinský
- Jindřich (953, zemřel brzy po křtu)